# Rudolf Schilcher
Rudolf Schilcher (* 18. Juni 1919 in Klagenfurt; † 10. Juli 1975 in Bochum) war ein deutscher Wirtschaftswissenschaftler und Hochschullehrer.

## Leben und Wirken
Er wuchs als Sohn des kaufmännischen Angestellten Karl Schilcher und dessen Ehefrau Valerie, geborene Fabian, auf. Nach der bestandenen Matura am II. Bundesgymnasium Graz absolvierte Schilcher 1937/38 seinen Wehrdienst in Österreich. Er wurde 1940 von der Wehrmacht eingezogen, nahm mit Unterbrechungen bis 1944 an den Kriegshandlungen teil und wurde schwer verwundet. Schilcher erlitt eine Hirnverletzung und eine Beinlähmung. 1939 in Graz sowie 1942/43 in Marburg/Drau (Maribor) übte er eine kaufmännische Berufstätigkeit aus. Am 16. Dezember 1944 heiratete er Sigrid Blume (1923–1968) aus Jena; am 22. September 1949 wurde der Sohn Rudolf Burkhart geboren, der Medizin studierte und bis 2014 Chefarzt und Direktor des strahlentherapeutischen und radio-onkologischen Klinikum der Stadt Soest und dem dort ansässigen Deutschen Cyberknife-Zentrums war. Im Mai/Juni 1945 flüchtete Rudolf Schilcher nach Jena, dort begann er ein Studium an der Rechts- und Wirtschaftswissenschaftlichen Fakultät, unter anderem bei Andreas Paulsen und Martin Draht. Am 31. Mai 1949 schloss er das Studium ab und erwarb den akademischen Grad Diplom-Volkswirt.
1946 bis 1948 war Schilcher in der Universitätsbibliothek Jena tätig. Im Herbst 1949 übersiedelte er nach West-Berlin. 1949/50 studierte er ergänzend an der Freien Universität (FU) Berlin bei Andreas Paulsen, Woldemar Koch, Friedrich Bülow sowie Erich Kosiol. Ab 1. November 1949 war er als Wissenschaftliche Hilfskraft, seit 1. November 1950 als Wissenschaftlicher Assistent von Andreas Paulsen tätig. Am 24. Mai 1952 erfolgte seine Promotion zum Dr. rer. pol. bei Paulsen und Bülow. Thema der Dissertation war Das Konzept der Dauerarbeitslosigkeit in der neueren Wirtschaftstheorie, insbesondere bei Alvin H. Hansen und John Maynard Keynes. Im Juli 1957 habilitierte sich Schilcher mit der Schrift Geldfunktionen und Buchgeldschöpfung. Ein Beitrag zur Geldtheorie.
Seit Juli 1958 war Schilcher Privatdozent und zugleich Dozent an der Pädagogischen Hochschule Berlin, seit 1. Januar 1962 ordentlicher Professor und Direktor des Instituts für Sozialpolitische Forschung der Freien Universität Berlin als Nachfolger von Joachim Tiburtius. Vom 1. Oktober 1965 bis zum 10. Juli 1975 war er Professor für Theoretische Volkswirtschaftslehre an der neu gegründeten Ruhr-Universität Bochum. 1973 Eheschließung mit Ursula Herdick (1923–2012).
Rudolf Schilcher galt als herausragender Wirtschaftswissenschaftler und gehörte zu den führenden Ökonomen an der Ruhr-Universität Bochum. Er zeichnete sich auch durch beeindruckende didaktische Fähigkeiten aus. Mit seiner Persönlichkeit, einem profunden Wissen, einer ernsthaften Herangehensweise und gelegentlich unkonventionellen Lehrmethoden vermochte er, die Studierenden seiner Zeit für die faszinierende Welt der Volkswirtschaftslehre zu begeistern. Schilcher gehörte zu den Wirtschaftstheoretikern seiner Zeit, die wesentlich dazu beitrugen, dass die deutsche Wirtschaftswissenschaft nach der Abschottung während der NS-Zeit wieder Anschluss an die internationale Entwicklung der Wirtschaftswissenschaften fand, wobei sein Interesse besonders der Keynesianischen Wirtschaftstheorie galt. Er war hochschulpolitisch sehr aktiv, trat für die Freiheit von Forschung und Lehre ein und argumentierte aus dieser Sicht gegen die Gruppenuniversität. Er setzte sich konsequent ein für das am Ende gescheiterte sogenannte „Bochumer Modell“ einer Volks- und Betriebswirtschaftslehre integrierenden Ökonomik mit dem einheitlichen Abschluss „Diplom-Ökonom“.
Schilcher betreute zahlreiche Diplomarbeiten und Dissertationen von späteren Wissenschaftlern und bekannten Persönlichkeiten, wie zum Beispiel Heinz Rieter, Harald Mattfeldt und dem Journalisten Werner Funk, der 1970 mit der Dissertation „Gewinnbeteiligung und Verteilungstheorie“ an der Ruhr-Universität Bochum promoviert wurde.

## Veröffentlichungen (Auswahl)
- Das Konzept der Dauerarbeitslosigkeit in der neueren Wirtschaftstheorie, insbesondere bei Alvin H. Hansen und J. M. Keynes. Dissertation, FU Berlin, Berlin 1952.
- Multiplikator und Akzelerator. In: Handwörterbuch der Sozialwissenschaften. Band 7, Stuttgart/Tübingen/Göttingen 1961, S. 469–478.
- Untersuchung über den Anstieg des Krankenstandes der Berliner Pflichtmitglieder mit sofortigem Anspruch auf Barleistungen seit 1958. Institut für Sozialpolitische Forschung der FU Berlin, Berlin 1963.
- Inflation und Wirtschaftswachstum. In: Wirtschaftswachstum. Beiträge zur ökonomischen Theorie und Politik, Herausgegeben von Rudolf Schilcher, Berlin 1964, S. 79–94.
- Sozialpolitik als Wirtschaftspolitik. In: Sozialökonomie in politischer Verantwortung, Herausgegeben von Olaf Triebenstein, Berlin 1964, S. 195–211.
- Inflation und Inflationsbekämpfung in der Gegenwart. In: Hamburger Jahrbuch für Wirtschafts- und Gesellschaftspolitik. Band 10, Tübingen 1965, S. 55–67.
- Geldpolitik, Finanzpolitik und konjunkturelle Stabilität. In: Konjunkturelle Stabilität als wirtschaftspolitische Aufgabe, Herausgegeben von Gerhard Zeitel und Jürgen Pahlke, Tübingen 1969, S. 76–89.
- Geldfunktionen und Buchgeldschöpfung. Ein Beitrag zur Geldtheorie. 2. Auflage, Berlin 1973, ISBN 3-428-02918-6.
- Allgemeine Volkswirtschaftslehre. Band 1 (Sammlung Göschen), 10. Auflage, Fortführung von Andreas Paulsen, Allgemeine Volkswirtschaftslehre I – IV, Berlin 1974, ISBN 3-11-004719-5.
- Monetäre Ausgleichseffekte. In: Konjunkturpolitik, 20. Jahrgang, 4. Heft, 1974, S. 207–221.